# Thecla minniles
Thecla minniles är en fjärilsart som beskrevs av Dyar 1916. Thecla minniles ingår i släktet Thecla och familjen juvelvingar. Inga underarter finns listade i Catalogue of Life.